# 東アジアスーパーリーグ
東アジアスーパーリーグ（英語: East Asia Super League、略称: EASL）は、Asia League Limitedが主催する、アジアのプロバスケットボールクラブによる国際大会（チャンピオンズリーグ）である。

## 概要
EASL加入国の国内リーグ戦もしくはカップ戦で優秀成績を収めたクラブが出場、対戦する、アジア最高峰の大会である。優勝チームには賞金100万ドルが授与される。
東アジアスーパーリーグ（EASL）は、アジアのトップクラブチームによる地域間バスケットボール大会の運営を目的として設立された国際リーグ。2016年に「アジアリーグ」として始動し、2017年から2019年にかけて、「スーパー8」および「テリフィック12」といったプレシーズン大会を4度開催。アジア地域の主要なプロバスケットボールリーグから選ばれたクラブが出場した。
2019年には視聴者数1億人超を記録し、同年より「東アジアスーパーリーグ（EASL）」のブランド名を採用。2020年には国際バスケットボール連盟（FIBA）と10年間の独占契約を締結し、EASLは本格的なリーグ形式へと移行。2022年には第一回大会となるEASL Champions Weekを開催。2023年には初のフルシーズン開催であるEASL 2023-24シーズンが開幕し、8チームが参加した。2024–25シーズンには10チームに拡大され、2025–26シーズンには11チームに増加した。
現在の参加国は、日本（B.LEAGUE)・韓国（KBL）・フィリピン（PBA）・台湾（P.LEAGUE+)・香港・マカオ・モンゴル（The League）の7カ国。

## 歴史
東アジアスーパーリーグ（EASL）は、マット・ベイヤーとヘンリー・ケリンズによって「アジアリーグ」として共同設立された。設立の背景には、当時アジア地域のクラブチームが参加できるハイレベルな国際大会が不足しているという問題意識があり、さらに約20億人というこの地域の人口規模が、地域間クラブ大会の潜在的なマーケットになると見込まれていた。
アジアリーグは、アジアのプロチームが本国リーグの日程に大きな支障をきたすことなく対戦できる場として、NBAの「ラスベガス・サマーリーグ」の東アジア版となることを構想していた。
EASLのミッションは、アジアのトップリーグに所属するクラブチームが出場する国際大会を組織・開催することであり、具体的にはCBA（中国）、B.LEAGUE（日本）、KBL（韓国）、PBA（フィリピン）、SBL（台湾）、およびABL（東南アジア、中国、台湾）などが対象リーグとして挙げられている。

### プレシーズン大会時代（2017年〜2020年）
スーパー8：第一回大会
EASL（当時は「アジアリーグ」）による最初の大会は、「スーパー8：マカオ・バスケットボール・インビテーショナル」として2017年9月にマカオのスタジオ・シティ・イベント・センターで開催された。この大会には、浙江ライオンズ、深圳アビエーターズ（旧・深圳レパーズ）、高陽オリオンズ、ソウル三星サンダース、富邦ブレーブス、パウイアン・アーキランド、千葉ジェッツ、琉球ゴールデンキングスの8チームが参加した。
当初、主催者は大会を「アジアリーグ」と称していたが、FIBAが自らの「FIBAアジア・チャンピオンズカップ」とのブランド・マーケティング上の競合を理由に異議を唱えたことで、法的な争いに発展。この問題を受けて大会名は「スーパー8」へと変更され、リーグ側がFIFAの米司法省による調査対応も担ったトーマス・ワーレン（クイン・エマニュエル法律事務所）の法的支援を受けたことにより、最終的にFIBAによって正式に認可された。
記念すべき初回大会は、B.LEAGUEの千葉ジェッツが優勝。準優勝は浙江ライオンズ、3位は高陽オリオンズとなった。大会の全世界での視聴数は2,100万ビューを記録した。
スーパー８：第二回大会
2018年7月には、マカオ東アジア競技大会体育館にて第2回大会「サマー・スーパー8」が開催され、フィリピンPBAから初めてNLEXロードウォリアーズとブラックウォーター・エリートという2つのプロクラブが参加。参加チームは、広州ロングライオンズ、新疆フライングタイガース、ソウル三星サンダース、仁川エレクトロランド・エレファンツ（現：大邱韓国ガス公社ペガサス）、NLEXロードウォリアーズ、ブラックウォーター・エリート、ライジングゼファー福岡、フォルモサ・ドリーマーズの8チーム。優勝は広州ロングライオンズ、準優勝はソウル三星サンダース、3位は仁川エレクトロランド・エレファンツであった。
テリフィック12：第一回大会
2018年、スーパー8はさらに拡大され、出場チーム数を8から12に増やした大会「テリフィック12」へと進化した。第1回「テリフィック12」は、マカオ特別行政区政府スポーツ局の協力・支援のもと、スタジオシティ・イベントセンターで開催された。
出場チームは、山東ヒーローズ（旧・山東ゴールデンスターズ）、浙江ライオンズ、新疆フライングタイガース、蔚山現代モービス・フィーバス、ソウル三星サンダース、富邦ブレーブス、裕隆ディノス、名古屋ダイヤモンドドルフィンズ、琉球ゴールデンキングス、千葉ジェッツなど。優勝は琉球ゴールデンキングス、準優勝は広州ロングライオンズ、3位はソウル三星サンダースだった。
テリフィック12：第二回大会
2019年には「アジアリーグ」が「東アジアスーパーリーグ（EASL）」へとブランドを刷新。同年9月17日〜22日にかけて、マカオのタップセック・マルチスポーツ・パビリオンにて、第2回「テリフィック12」が開催された。
この大会には、遼寧フライングレパーズ、深圳アビエーターズ、浙江ライオンズ、千葉ジェッツ、新潟アルビレックスBB、琉球ゴールデンキングス、宇都宮ブレックス、全州KCCイージス、ソウルSKナイツ、ブラックウォーター・エリート、TNTカトロパ、サンミゲル・ビアメンが出場。決勝は遼寧フライングレパーズがソウルSKナイツを83–82の僅差で下し、優勝。元NBA選手でCBAでも活躍したランス・スティーブンソンがEASL初出場を果たし、決勝戦で34得点を挙げてMVPに輝いた。準優勝は浙江ライオンズ、3位はサンミゲル・ビアメンとなった。
2020年9月に予定されていた「テリフィック12」の第3回大会は、新型コロナウイルス（COVID-19）の影響により中止となった。

### レギュラーシーズンの開始（2023年～）

#### 計画と延期
2020年8月、EASLはFIBAと複数年契約を締結し、日本、韓国、フィリピン、台湾（「グレーター・チャイナ」を代表）からのクラブが参加する、FIBA公認の本格的なシーズン制リーグの開催権を取得した。初年度は8チームが参加し、ホーム＆アウェー方式のリーグ戦を行い、上位4チームがファイナル4へ進出する予定だった。
出場リーグとして、台湾のP. LEAGUE+、フィリピンのPBA、韓国のKBL、日本のB.LEAGUEがチームを派遣。また、「グレーター・チャイナ」を代表するフランチャイズチームとして、EASLによってベイエリア・ドラゴンズが創設された。
EASLは、米投資会社レイン・グループや、元NBA選手のメッタ・サンドイフォード＝アーテスト、バロン・デイビス、シェーン・バティエらから資金提供を受けた。
しかし、COVID-19の影響により、2022年に予定されていた初のホーム＆アウェー方式シーズンは中止された。

#### 2023年：EASL チャンピオンズウィーク
2022年大会の代替として、2023年3月に「EASLチャンピオンズウィーク」が開催された。EASLレギュラーシーズン開幕前の重要な国際大会として位置づけられ、EASL初の公式チャンピオンを決定する大会となった。
EASLと提携する国内プロリーグ（B.LEAGUE、KBL、PBA、P. LEAGUE+など）のチャンピオンおよび準優勝クラブを中心に構成され、2023年3月1日〜5日の５日間の短期集中形式で行われた。開催地はフィリピン・沖縄などが選ばれ、リーグの注目度や国際的な視聴者層の拡大にも貢献した。
出場チームは以下のとおり：
- 日本：B.LEAGUE 2021-22シーズン優勝（宇都宮ブレックス）および準優勝（琉球ゴールデンキングス）
- 韓国：KBL 2021-22シーズン優勝（ソウルSKナイツ）および準優勝（安養KGC人参公社）
- 台湾：P. LEAGUE+ 2021-22シーズン優勝（台北富邦ブレーブス）
- フィリピン：PBA 2022フィリピンカップ優勝（TNTトロパンガイガ）および準優勝（サンミゲル・ビアメン）
- EASL : ベイエリア・ドラゴンズ

グループAでは安養KGC人参公社および琉球ゴールデンキングスが共に２勝を挙げたが、得失点差で安養KGC人参公社が１位通過し決勝進出。琉球ゴールデンキングスは２位通過で３位決定戦へ。グループBではソウルSKナイツが1位で決勝へ、ベイエリアドラゴンズが2位で３位決定戦へと進んだ。
３位決定戦ではベイエリア・ドラゴンズが琉球ゴールデンキングスを下し、３位に輝いた。決勝では安養KGC人参公社が同じ韓国のソウルSKナイツに90–84で勝利し、優勝した。

#### 2023–24シーズン：初のレギュラーシーズン
パンデミックによる渡航制限が解除されたことを受け、EASLは2023年10月より初のシーズン制レギュラー大会を開始。
出場チームは以下のとおり：
- 日本：B.LEAGUE 2023年の優勝（琉球ゴールデンキングス）および準優勝（千葉ジェッツ）
- 韓国：KBL 2023年の優勝（安養レッドブースターズ）および準優勝（ソウルSKナイツ）
- 台湾：P. LEAGUE+ 2023年の優勝（台北富邦ブレーブス）および準優勝（ニュータイペイキングス）
- フィリピン：PBA 2023年コミッショナーズカップ優勝（TNTトロパンガイガ）および準決勝進出（メラルコ・ボルツ）

グループAでは千葉ジェッツが無敗で1位、安養レッドブースターズが2位。グループBではソウルSKナイツが1位、ニュータイペイキングスが2位となり、4チームがセブ島（フィリピン）で行われたEASLファイナル４ 2024に進出した。
準決勝ではソウルSKナイツが同じ韓国の安養レッドブースターズを下し、千葉ジェッツはニュータイペイキングスに勝利。決勝では千葉ジェッツがソウルSKナイツに72–69で勝利し、フルシーズン制になったEASLの初代王者に輝いた。日本代表キャプテンの富樫勇樹が大会MVPを受賞した。

#### 2024–25シーズン：第2シーズン
2024年の各リーグから以下のチームが出場：
- 日本：B.LEAGUE 優勝（広島ドラゴンフライズ）、準優勝（琉球ゴールデンキングス）
- 韓国：KBL 優勝（釜山KCCイージス）、準優勝（水原KTソニックブーム）
- 台湾：P. LEAGUE+ 優勝（ニュータイペイキングス）、準優勝（桃園パウイアン・パイロッツ）
- フィリピン：PBA フィリピンカップ優勝（メラルコ・ボルツ）、コミッショナーズカップ優勝（サンミゲル・ビアメン）

さらに、拡張チームとして香港代表の香港イースタン、マカオ代表のマカオ・ブラックベアーズが初参加。
決勝戦では、広島ドラゴンフライズが桃園パウイアン・パイロッツを72–68で破り、シーズン優勝を果たした。MVPは広島のドウェイン・エバンス。

#### 2025–26シーズン：第3シーズン
2025年1月24日、EASLは新たにモンゴル代表として、モンゴルの「The League」の2024–25シーズン王者が2025–26 EASLシーズンに出場することを発表した。
2025年5月13日、EASLは天皇杯全日本バスケットボール選手権大会の優勝チームも2025-26 EASLシーズンに出場し、12チームで開催することを発表した。なお、優勝チームがB1リーグで2位以内となった場合は天皇杯準優勝チームが出場する。

## レギュレーション
EASL 2023-24シーズン
8チームが4チームずつ、2つのグループに分かれて総当たり戦形式で対戦。各チームは10月から翌年2月までのグループステージを6試合ずつのホーム&アウェー方式で戦い、24試合を行う。試合は毎週水曜日の夜に行われる。各グループの上位2チームがファイナル4に進み、3月にトーナメント形式で準決勝と決勝を行う。EASL ファイナル4 2024は、フィリピンのセブ島にて開催された。
EASL 2024-25シーズン
10チームが5チームずつ、2つのグループに分かれて総当たり戦形式で対戦。各チームは10月から翌年2月までのグループステージを6試合ずつのラウンドロビン方式で戦い、30試合を行う。試合は平日の夜に行われる（主に水曜日）。各グループの上位2チームがファイナル4に進み、3月にトーナメント形式で準決勝と決勝を行う。EASL ファイナル4 2025は、マカオのスタジオシティ・イベントセンターにて開催された。

## 参加リーグ
2023年のEASLチャンピオンズウィーク以降、東アジアスーパーリーグ（EASL）には、以下の国内プロバスケットボールリーグから選出されたクラブチームが出場している。
EASLでは、台湾のフランチャイズチームおよびP. LEAGUE+のチャンピオンチームを「グレーター・チャイナ（大中華圏）」の代表と位置づけている。
2025–26シーズン以降における参加リーグは以下のとおり：
| 地域                 | リーグ                                                | 参加チーム数 |
| -------------------- | ----------------------------------------------------- | ------------ |
| 日本                 | B.LEAGUE                                              | 3            |
| 韓国                 | 韓国バスケットボールリーグ（KBL）                     | 2            |
| チャイニーズタイペイ | P. LEAGUE+                                            | 2            |
| フィリピン           | フィリピン・バスケットボール・アソシエーション（PBA） | 2            |
| モンゴル             | en:The_League_(Mongolia)The League                    | 1            |
| 香港 マカオ          | 拡張チーム                                            | 2            |

### プレシーズントーナメント
2017年から2023年にかけて開催されたEASLのプレシーズントーナメントには、以下の国内リーグに所属するクラブチームが出場した：
| 地域                 | リーグ                                                                   |
| -------------------- | ------------------------------------------------------------------------ |
| 中国                 | 中国プロバスケットボールリーグ（CBA）                                    |
| チャイニーズタイペイ | スーパーバスケットボールリーグ（SBL）                                    |
| 日本                 | B.LEAGUE                                                                 |
| 韓国                 | 韓国バスケットボールリーグ（KBL）                                        |
| フィリピン           | フィリピン・バスケットボール・アソシエーション（PBA） なし（選出チーム） |
| 香港                 | なし（選出チーム）                                                       |

また、2021年から2023年にかけて、EASLは「ベイエリア・ドラゴンズ（Bay Area Dragons）」という独自のフランチャイズチームを運営。ベイエリア・ドラゴンズは特定の国内リーグに所属せず、グレーター・チャイナを代表するチームとして、EASL主催のトーナメントに参加した。

## 歴代大会結果

### スーパー8
| Season | Finalists      | Finalists | Finalists              | Semifinalists              | Semifinalists | Semifinalists          |
| Season | 優勝           | 結果      | 準優勝                 | 3位                        | 結果          | 4位                    |
| ------ | -------------- | --------- | ---------------------- | -------------------------- | ------------- | ---------------------- |
| 2017   | 千葉ジェッツ   | 83–73     | 浙江広厦猛獅籃球倶楽部 | 高陽オリオンズ             | 88–71         | 琉球ゴールデンキングス |
| 2018   | 龍獅籃球倶楽部 | 78–72     | ソウル三星サンダース   | 仁川電子ランドエレファンツ | 67–62         | NLEXロードウォリアーズ |

### テリフィック12
| Season | Finalists                                            | Finalists                                            | Finalists                                            | Semifinalists                                        | Semifinalists                                        | Semifinalists                                        |
| Season | 優勝                                                 | 結果                                                 | 準優勝                                               | 3位                                                  | 結果                                                 | 4位                                                  |
| ------ | ---------------------------------------------------- | ---------------------------------------------------- | ---------------------------------------------------- | ---------------------------------------------------- | ---------------------------------------------------- | ---------------------------------------------------- |
| 2018   | 琉球ゴールデンキングス                               | 85–76                                                | 龍獅籃球倶楽部                                       | ソウル三星サンダース                                 | 105–92                                               | 名古屋ダイヤモンドドルフィンズ                       |
| 2019   | 遼寧瀋陽三生飛豹籃球倶楽部                           | 83–82                                                | ソウルSKナイツ                                       | 浙江広厦猛獅籃球倶楽部                               | 91–89                                                | サンミゲル・ビアメン                                 |
| 2020   | 新型コロナウイルス感染症（COVID-19）の流行のため中止 | 新型コロナウイルス感染症（COVID-19）の流行のため中止 | 新型コロナウイルス感染症（COVID-19）の流行のため中止 | 新型コロナウイルス感染症（COVID-19）の流行のため中止 | 新型コロナウイルス感染症（COVID-19）の流行のため中止 | 新型コロナウイルス感染症（COVID-19）の流行のため中止 |

### 東アジアスーパーリーグ
| Season  | Finalists            | Finalists | Finalists                | Semifinalists                | Semifinalists | Semifinalists          |
| Season  | 優勝                 | 結果      | 準優勝                   | 3位                          | 結果          | 4位                    |
| ------- | -------------------- | --------- | ------------------------ | ---------------------------- | ------------- | ---------------------- |
| 2023    | 安養KGC人参公社      | 90-84     | ソウルSKナイツ           | ベイエリアドラゴンズ         | 90-70         | 琉球ゴールデンキングス |
| 2023-24 | 千葉ジェッツ         | 72-69     | ソウルSKナイツ           | 安養正官庄レッドブースターズ | 78-76         | ニュータイペイキングス |
| 2024-25 | 広島ドラゴンフライズ | 72-68     | 桃園パウイアンパイロッツ | ニュータイペイキングス       | 84-80         | 琉球ゴールデンキングス |

### メダル数

#### 2017 - 2020
| 順 | 国・地域 | 金 | 銀 | 銅 | 計 |
| -- | -------- | -- | -- | -- | -- |
| 1  | 中国     | 2  | 2  | 1  | 5  |
| 2  | 日本     | 2  | 0  | 0  | 2  |
| 3  | 韓国     | 0  | 2  | 3  | 5  |

#### 2023 -
| 順 | 国・地域             | 金 | 銀 | 銅 | 計 |
| -- | -------------------- | -- | -- | -- | -- |
| 1  | 日本                 | 2  | 0  | 0  | 2  |
| 2  | 韓国                 | 1  | 2  | 1  | 3  |
| 3  | チャイニーズタイペイ | 0  | 1  | 1  | 2  |
| 4  | 香港                 | 0  | 0  | 1  | 1  |

## 放送・配信
- 日本
  - バスケットLIVE（2023）
  - U-NEXT（2023-24）[3]